# Audi S3
Audi S3 — горячий хетчбэк на базе Audi A3, производимый немецким автопроизводителем Audi AG с 1999 года. Как и все модели Audi S-серии, эта модификация доступна только с полноприводной системой quattro.
Audi S3 сделан на той же платформе, что и VW Golf IV — с поперечным расположением двигателя, с компактной передней подвеской типа McPherson и с приводом на задние колеса через электронноуправляемую межосевую муфту Haldex.

## Первое поколение
Выпускался с 1999 по 2003 гг. 

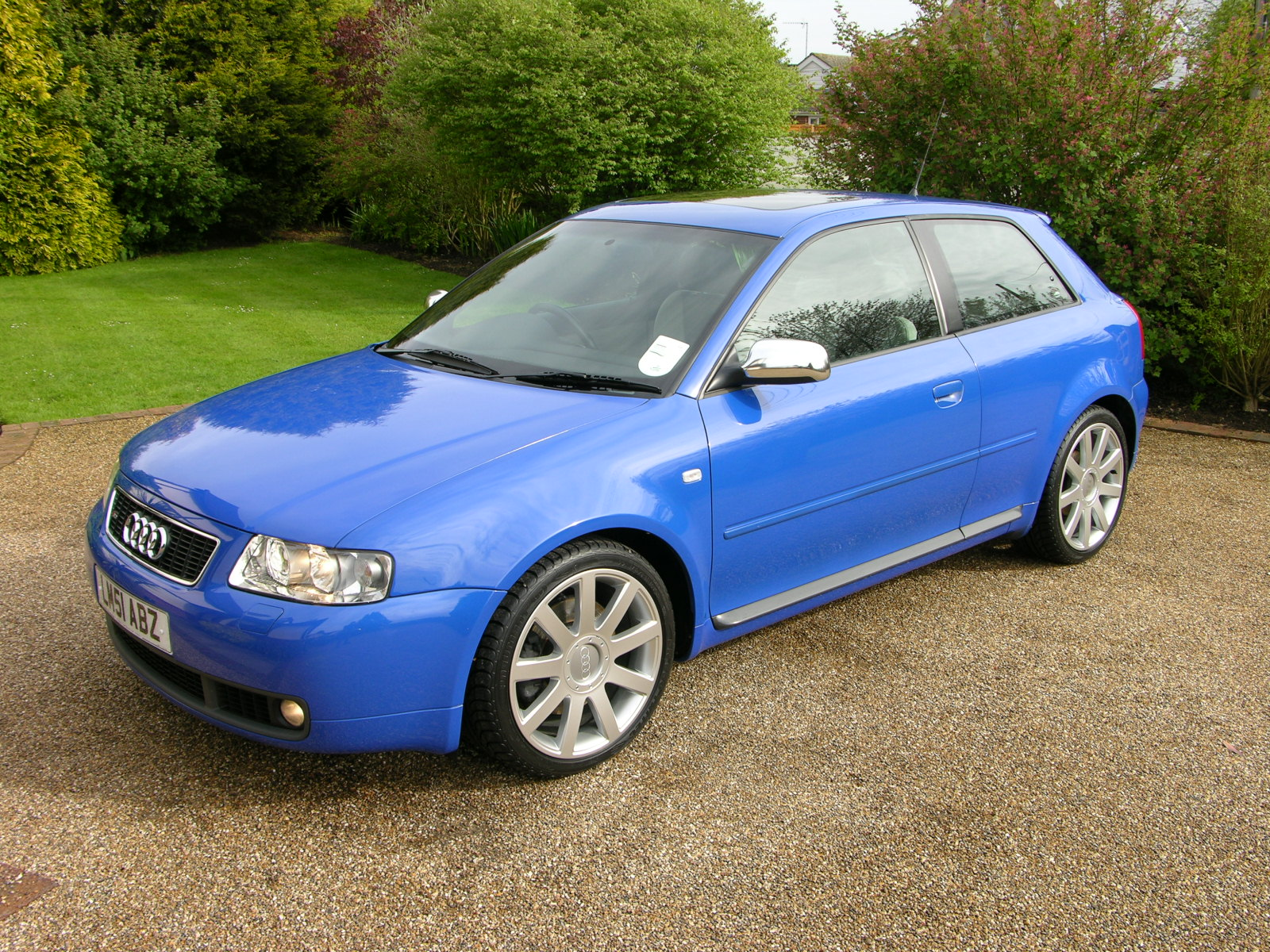
Audi S3 8L
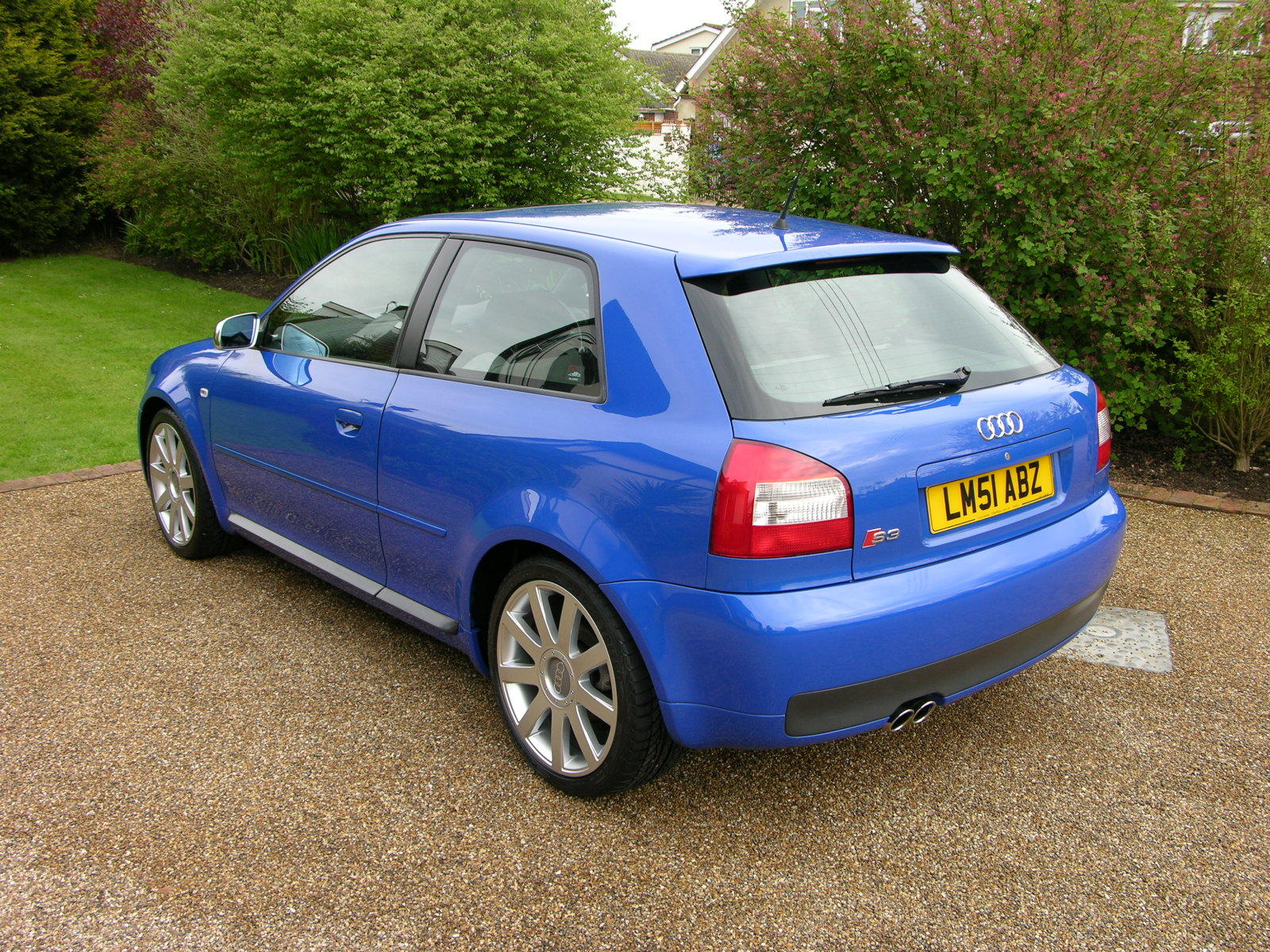
Audi S3 8L

## Второе поколение
Выпускался трехдверный с 2006 по 2012 гг., пятидверный с 2008 по 2012 гг.

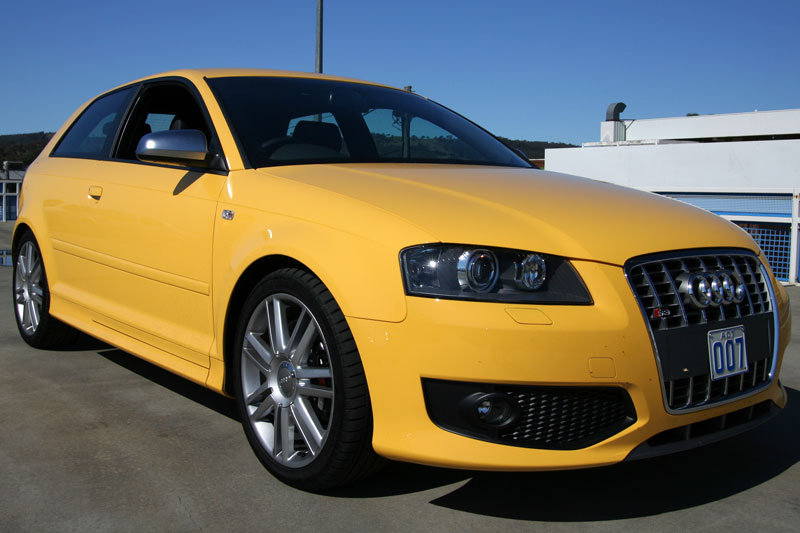
Audi S3 8P
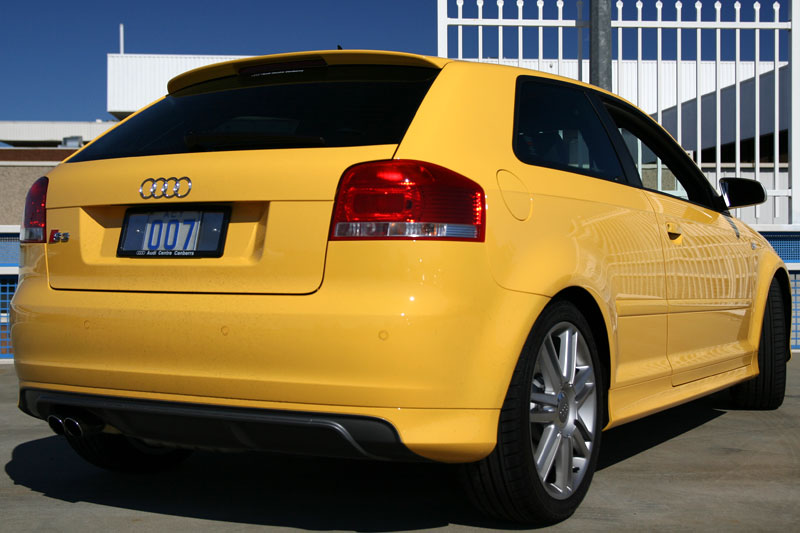
Audi S3 8P
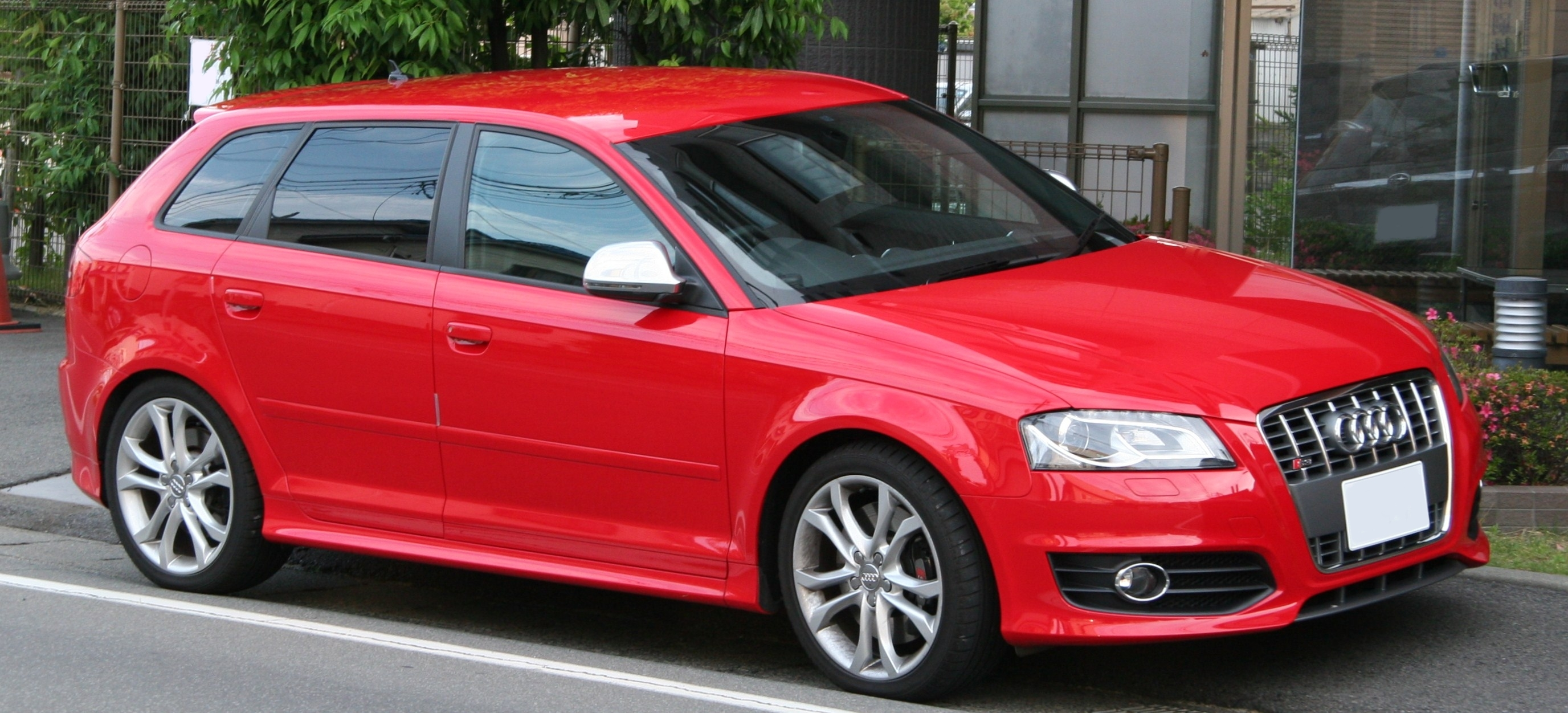
Audi S3 8P Sportback
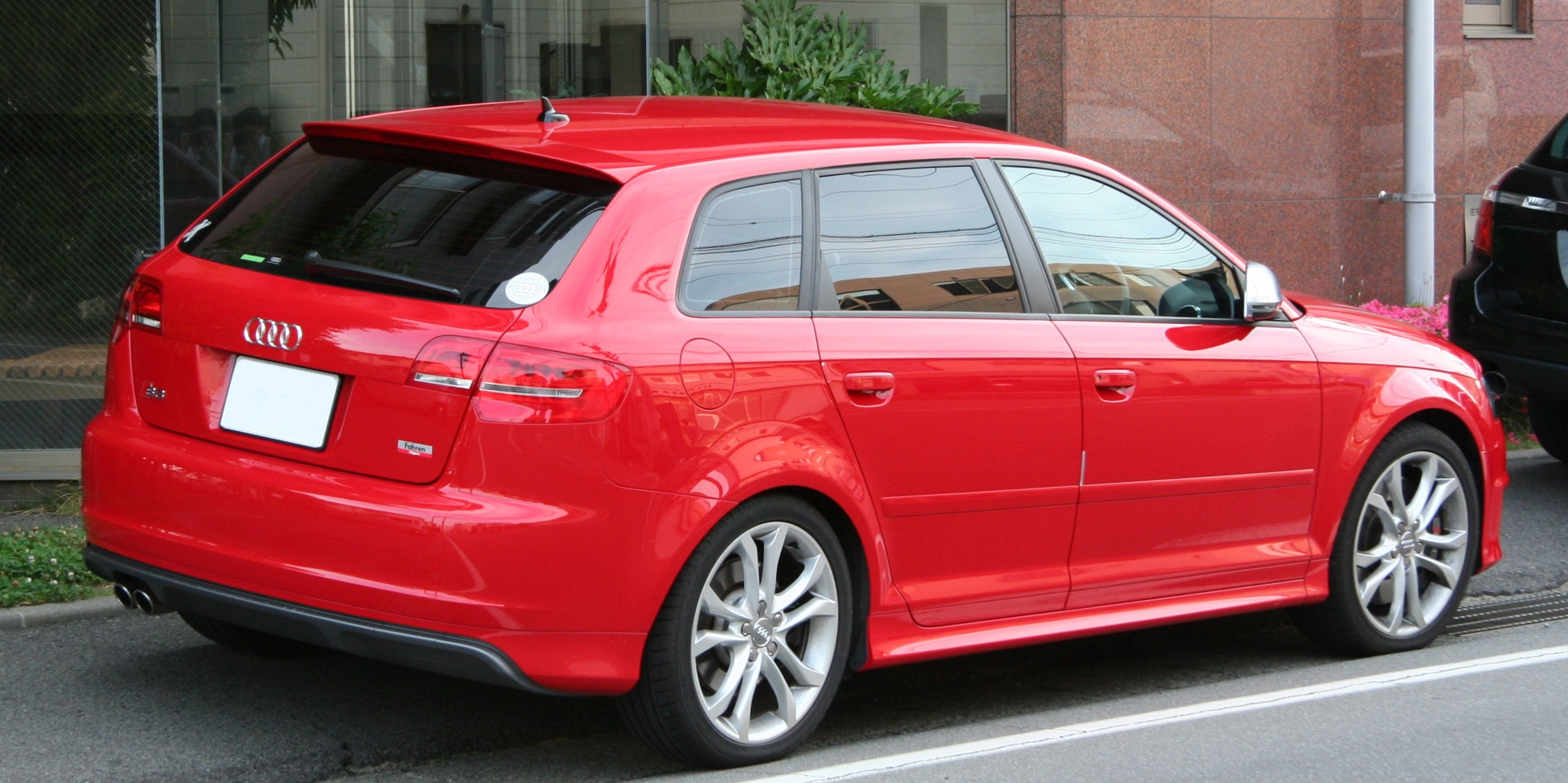
Audi S3 8P Sportback

## Третье поколение
Выпускался с 2014 по 2016 гг.

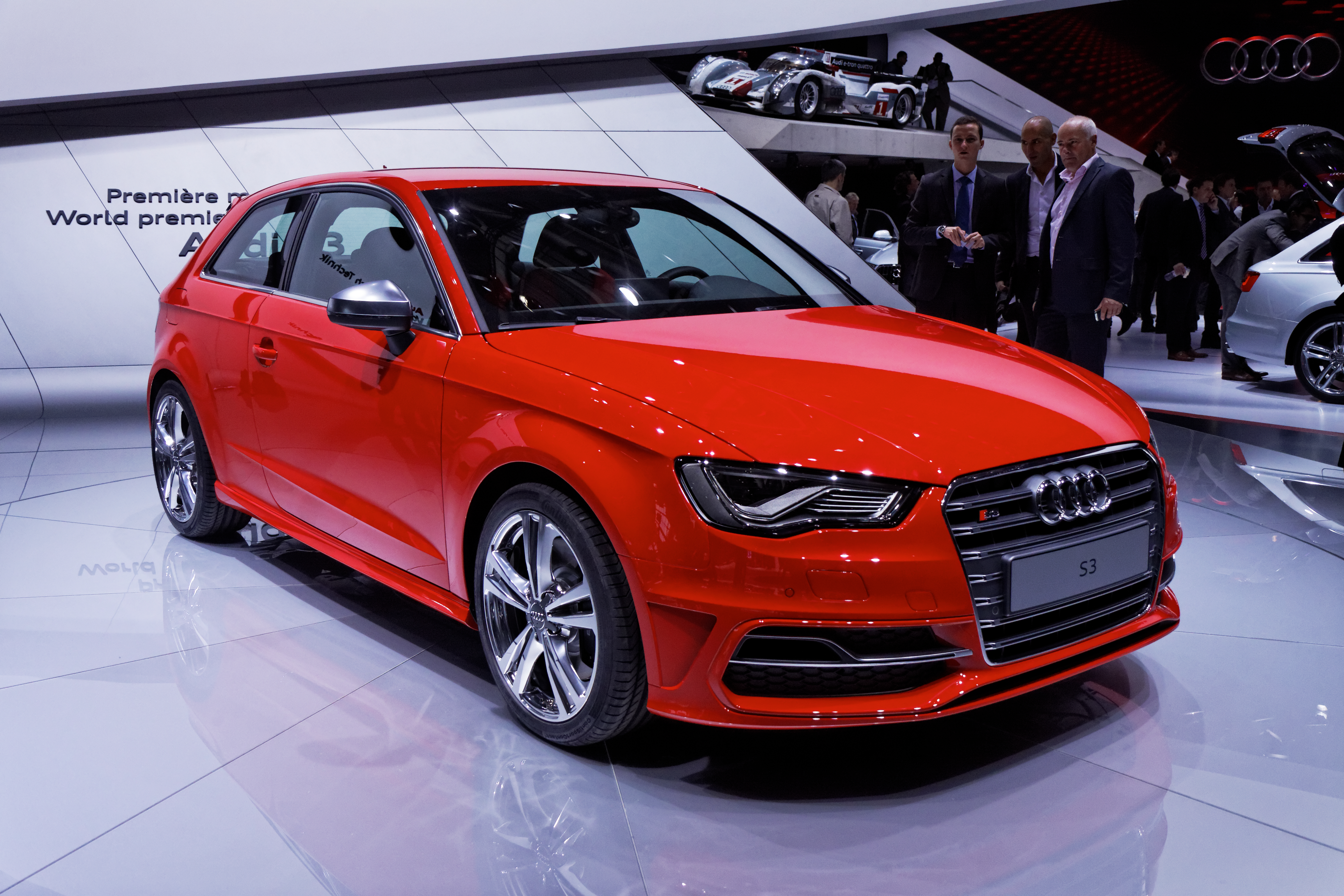
Audi S3 8V
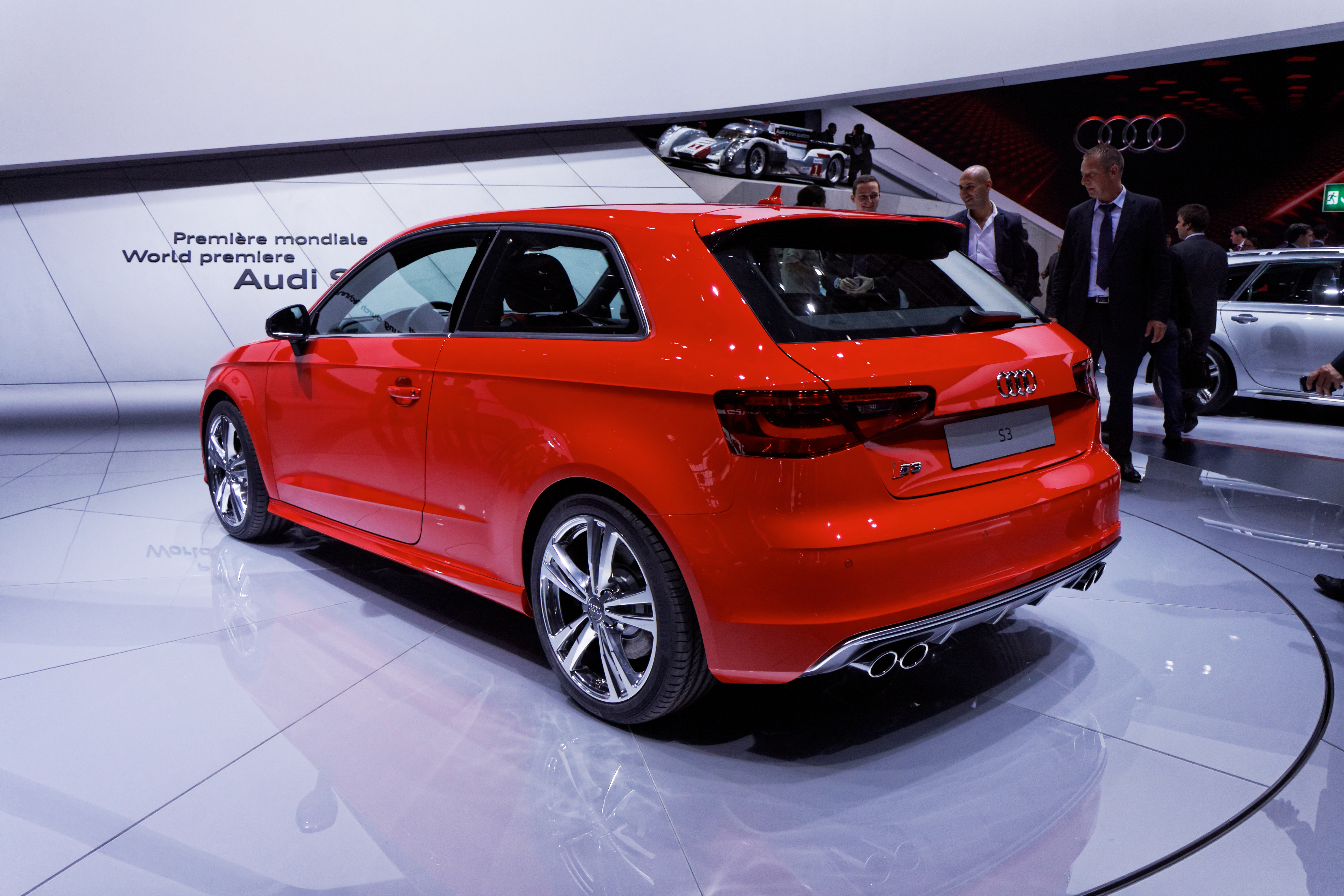
Audi S3 8V
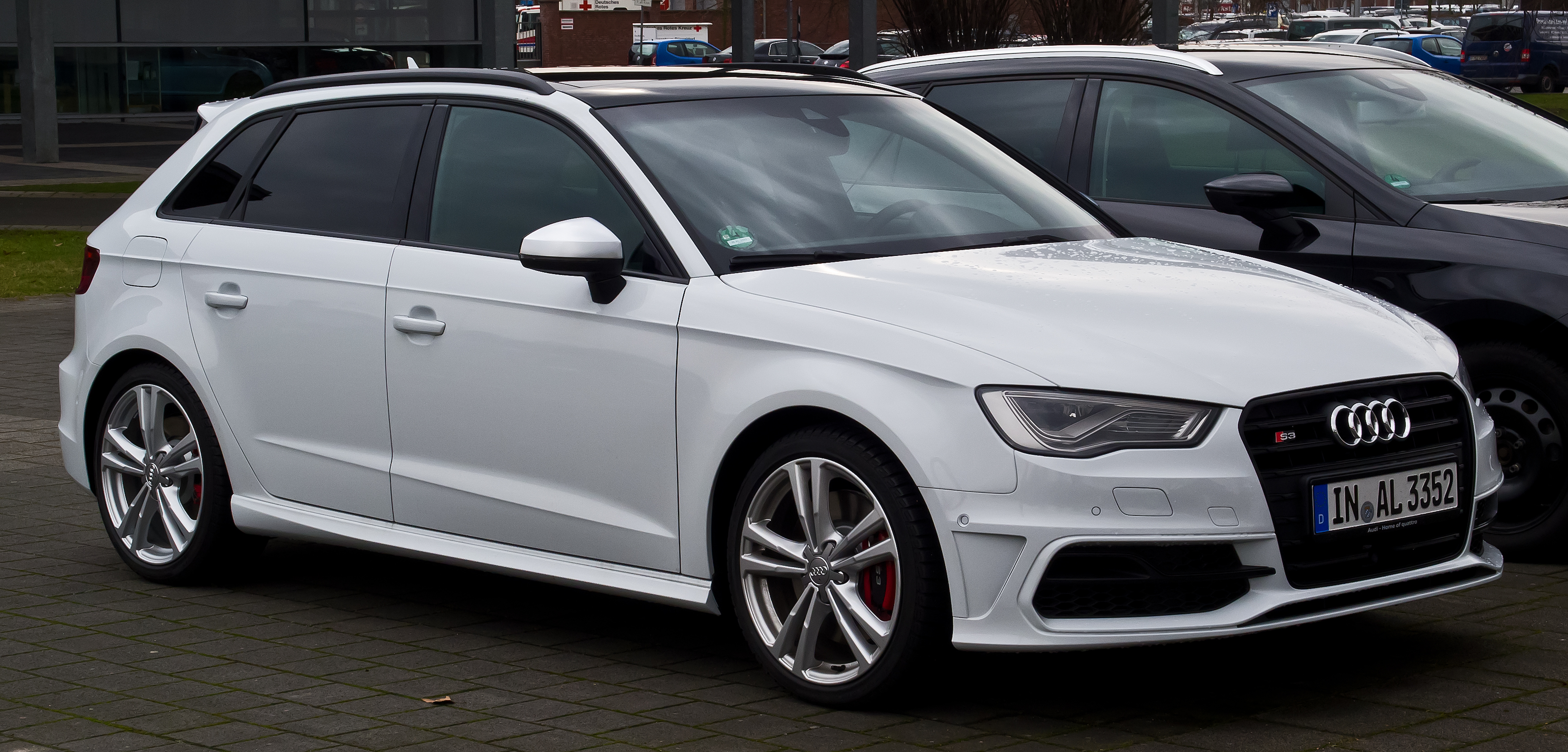
Audi S3 8V Sportback
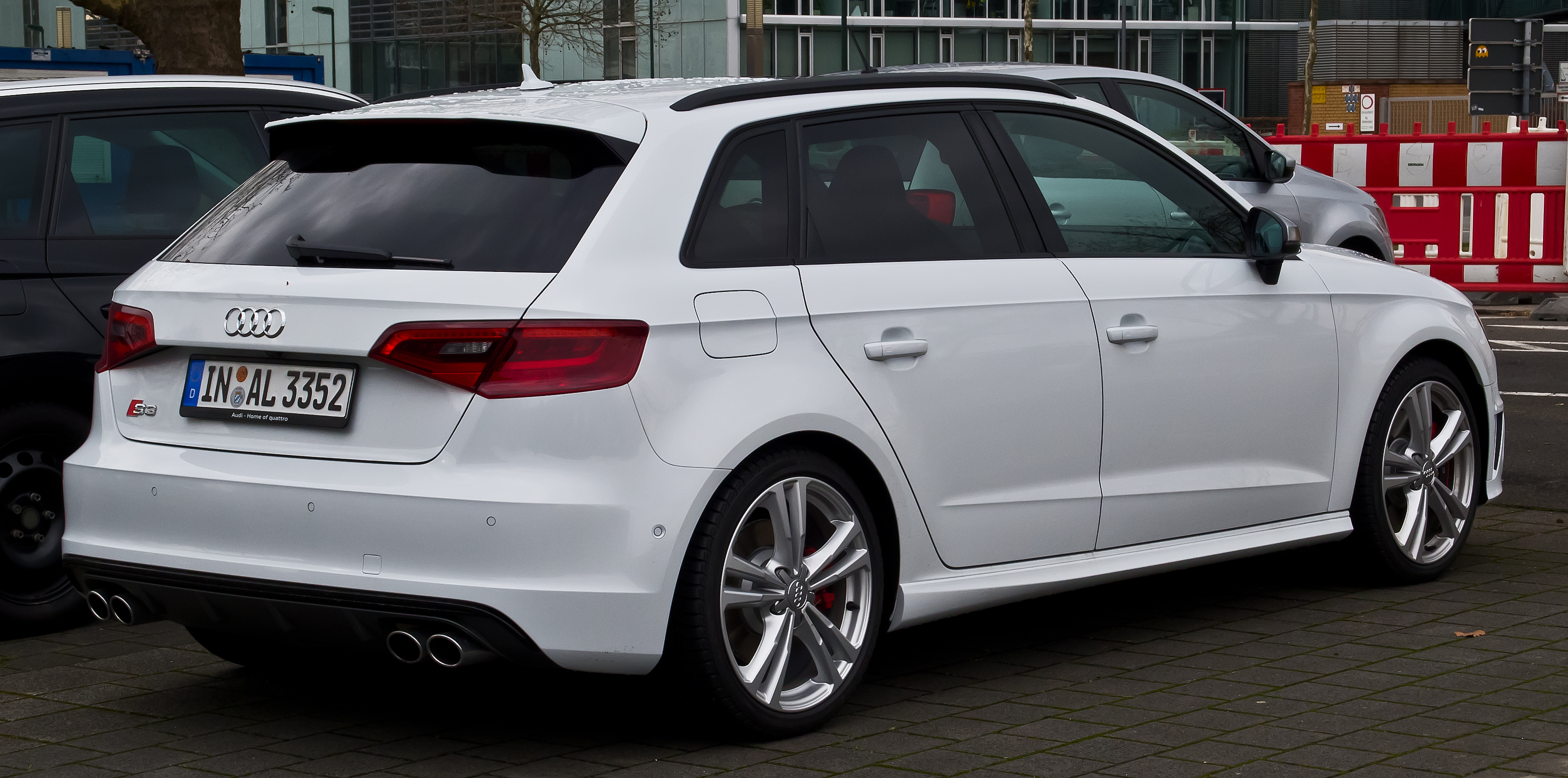
Audi S3 8V Sportback
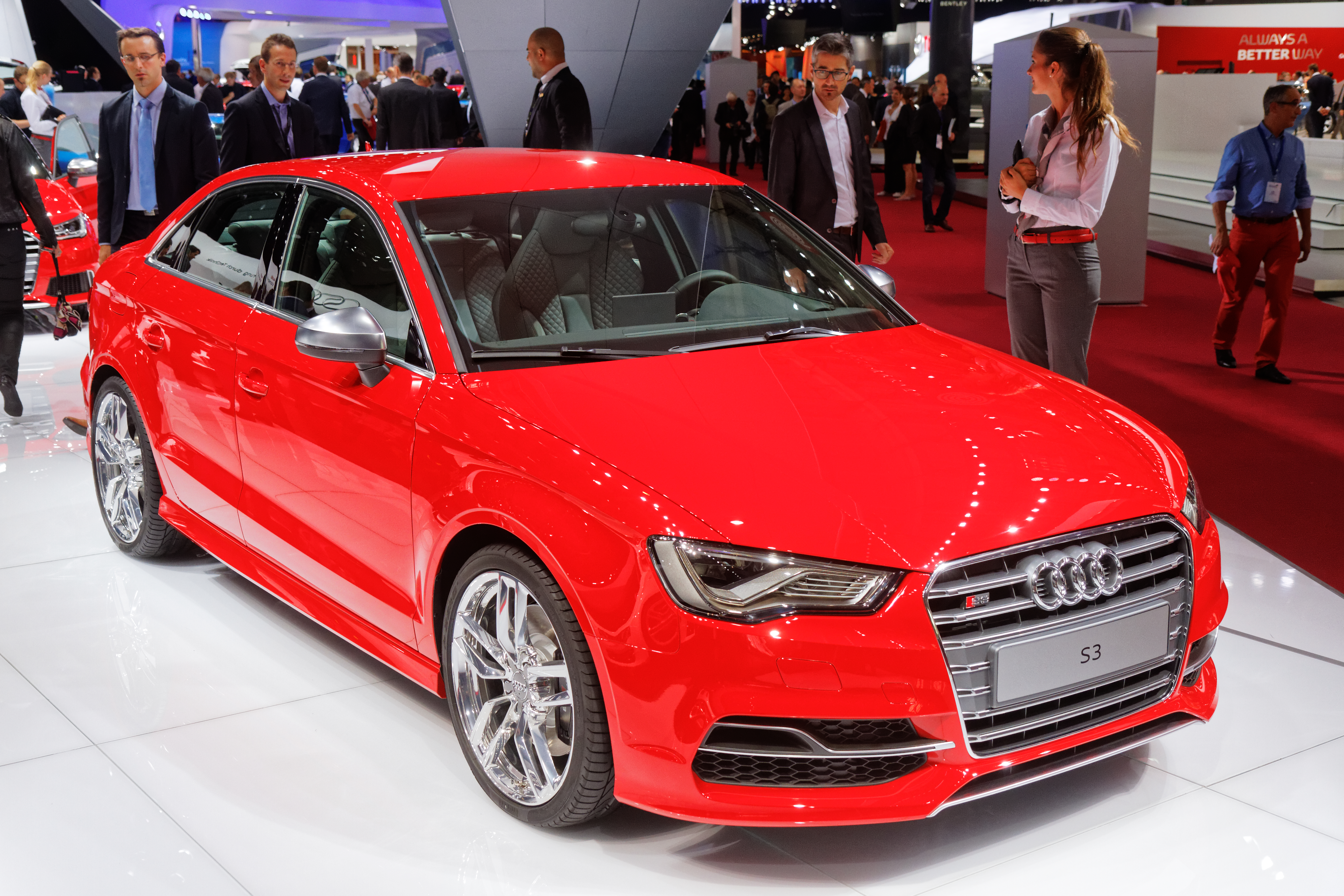
Audi S3 8V Sedan
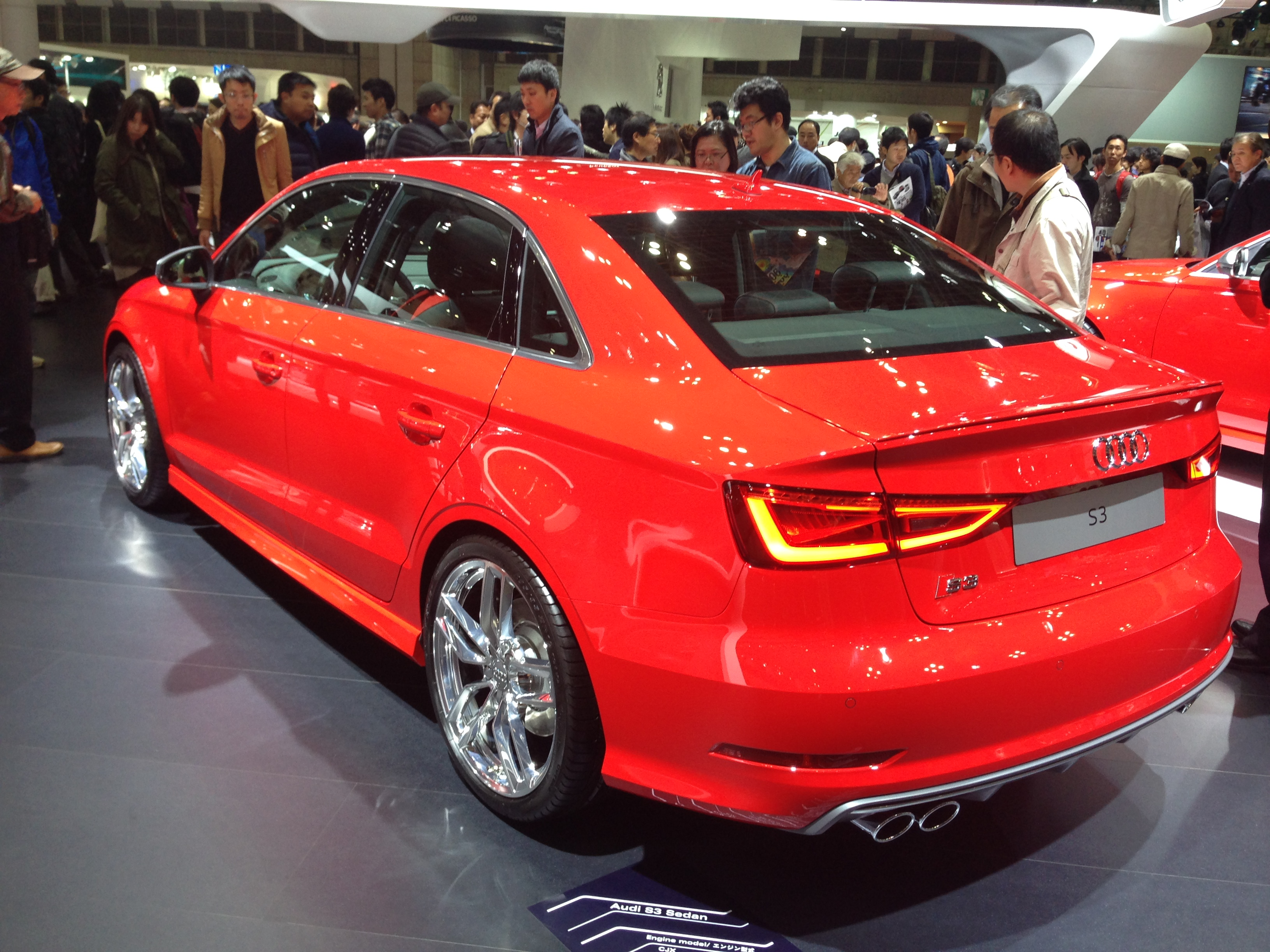
Audi S3 8V Sedan
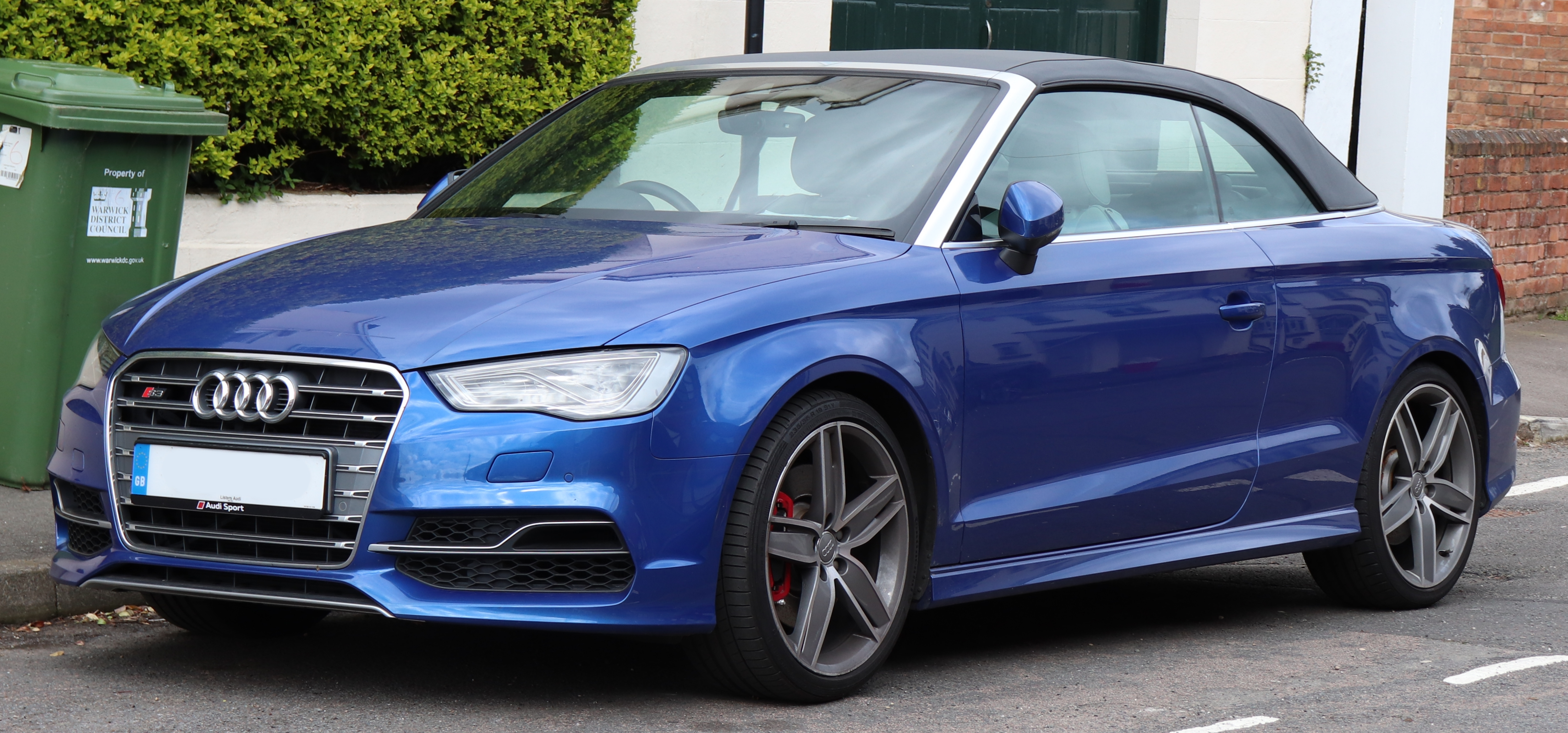
Audi S3 8V Cabriolet
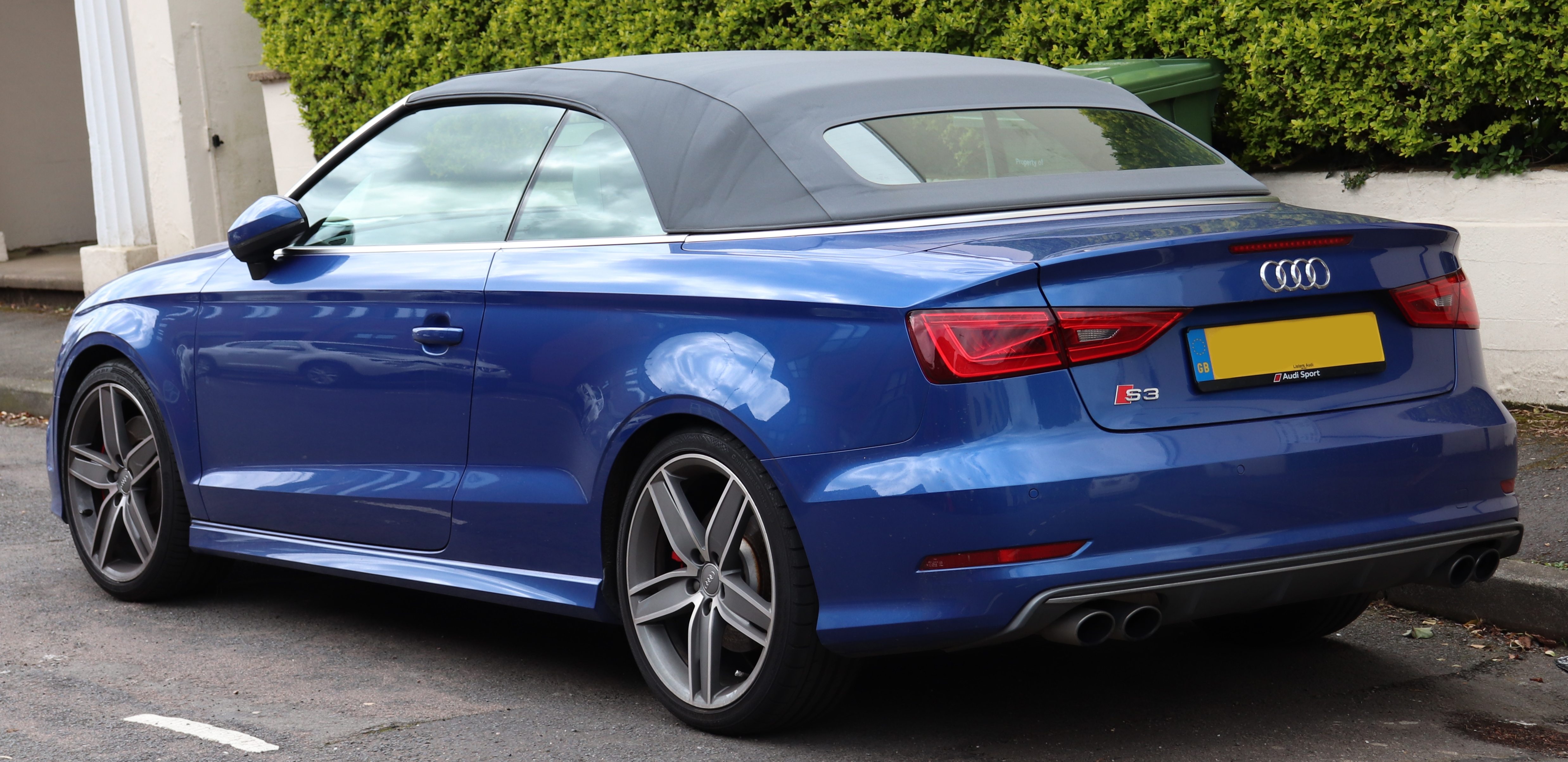
Audi S3 8V Cabriolet

### Рестайлинг 2017
Выпускается с 2017 г. по н.в.

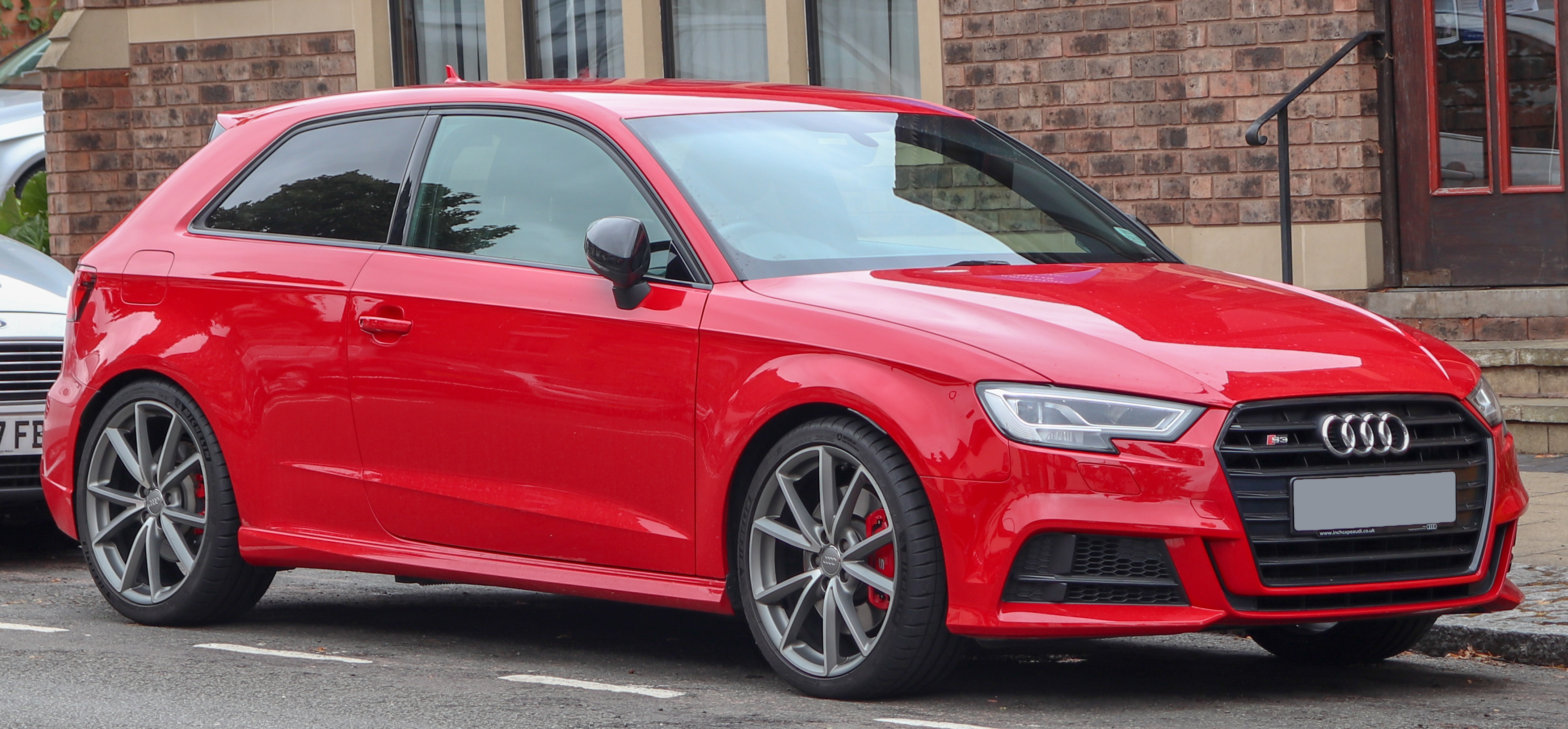
Audi S3 8V (facelift)
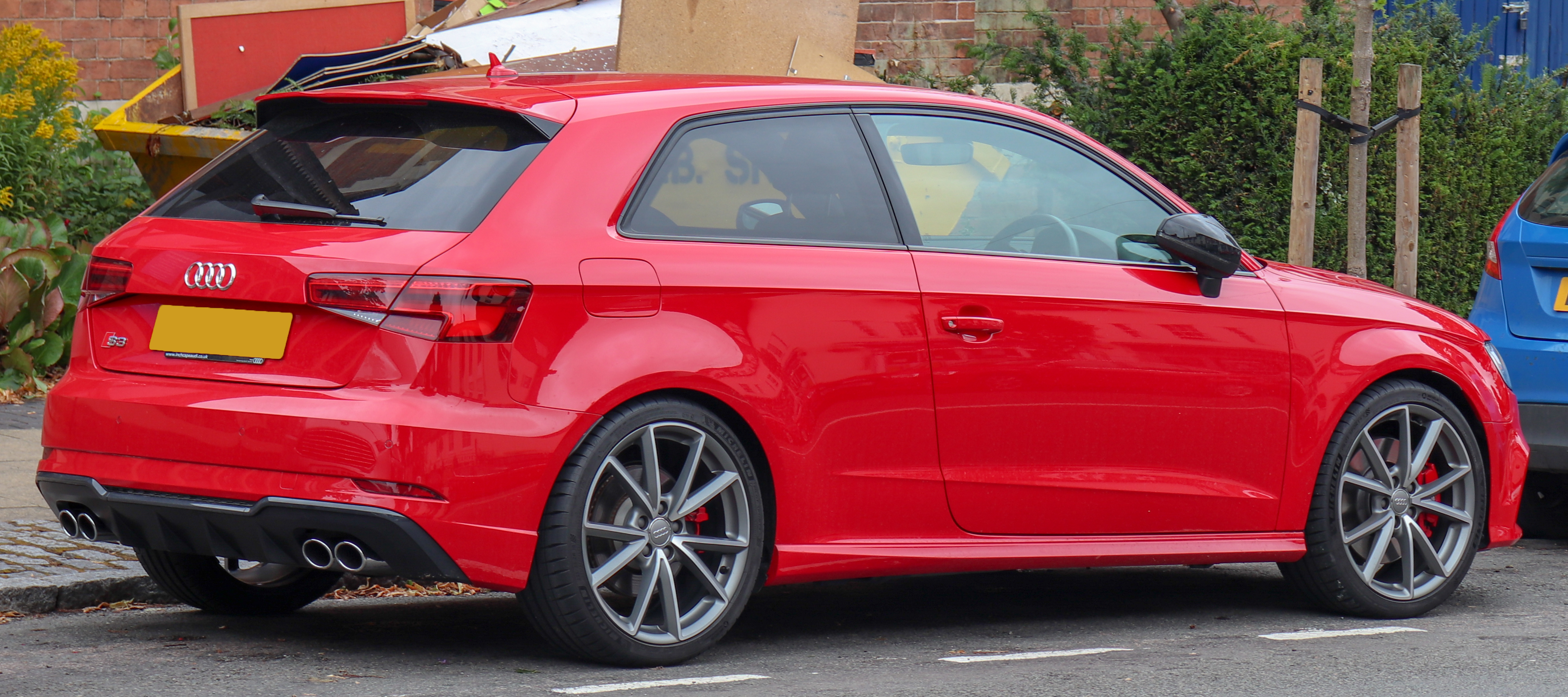
Audi S3 8V (facelift)
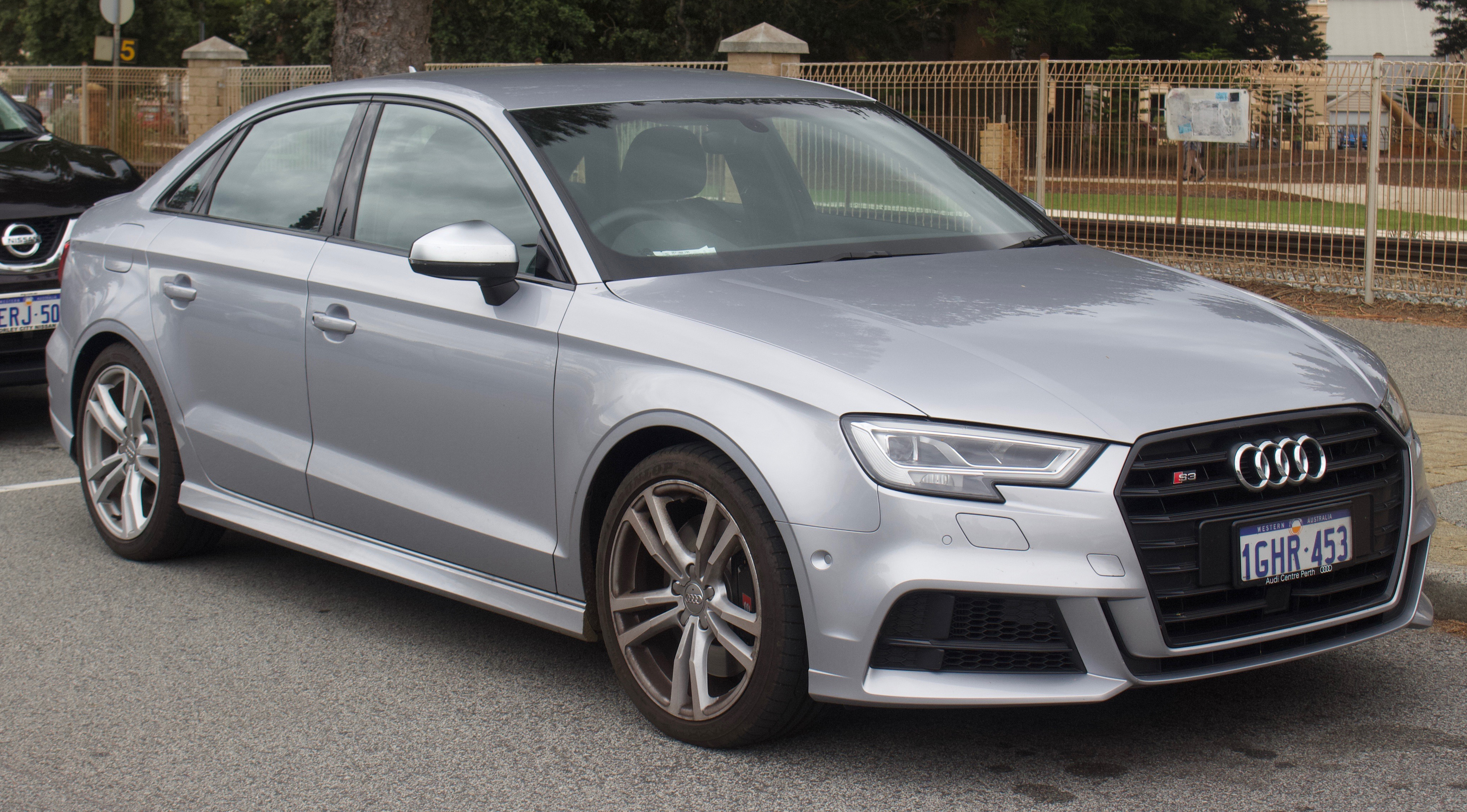
Audi S3 8V  Sedan (facelift)
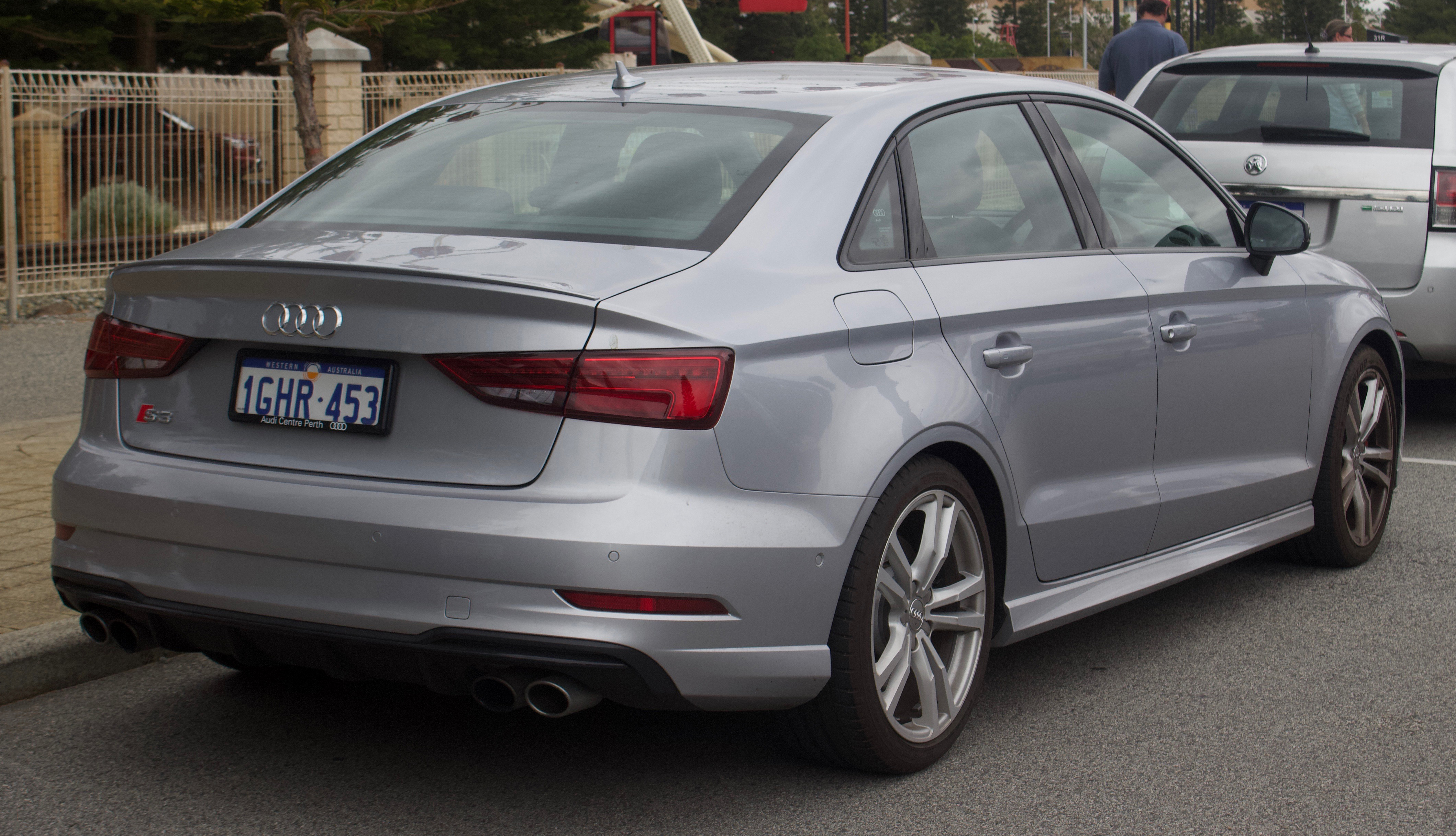
Audi S3 8V Sedan (facelift)